# Raffinerie de Donges
 (août 2011).
Si vous disposez d'ouvrages ou d'articles de référence ou si vous connaissez des sites web de qualité traitant du thème abordé ici, merci de compléter l'article en donnant les références utiles à sa vérifiabilité et en les liant à la section « Notes et références ».
La raffinerie de Donges est une raffinerie de pétrole située à Donges en France, exploitée par la société TotalEnergies. 
Située au bord de la Loire sur une surface d'environ 350 hectares, elle bénéficie du trafic fluvial entre le port de Saint-Nazaire et le port de Nantes et peut ainsi accueillir des pétroliers à fort tonnage. Elle a une capacité de traitement d'environ onze millions de tonnes par an, ce qui en fait la troisième plus grande raffinerie en France après la raffinerie de Normandie et la Raffinerie de Port-Jérôme-Gravenchon.

## Histoire
L'histoire de la raffinerie de Donges remonte à 1917, lorsque, suite à l'entrée des Américains dans la Première Guerre mondiale, ceux-ci construisent le long du chemin de fer le premier port pétrolier, qui sert alors uniquement de dépôt pour désengorger le port de Saint-Nazaire, en réceptionnant le charbon et le carburant. La société Paul Paix est créée afin de construire les premiers réservoirs pétroliers, qui deviendra après l'armistice la Compagnie Occidentale des Produits de Pétrole, qui donnera naissance ensuite à la Société Générale des Huiles de Pétrole. 
À partir de 1920, des femmes de la commune, surnommées les « pétroleuses » fabriquent des bidons, prémices à la création de la raffinerie qui intervient quelques années plus tard.
Le 30 mars 1928, l’assemblée nationale vote la loi marquant les débuts du raffinage des hydrocarbures en France.
En 1931 à Donges, la Société des Consommateurs de Pétrole est créée et inaugure l'année suivante un équipement de raffinage américain, appelé « batterie Foster-Wheeler ».
En 1933, la société alsacienne Péchelbronn installe une usine à Donges, sous le nom de Péchelbronn-Ouest, et démarre en 1935 une unité de combiné topping-cracking-reforming, dite « Winkler-Kook ».
Sérieusement endommagées pendant la Seconde Guerre mondiale, les raffineries sont remises en services et fusionnent pour devenir les Raffineries Françaises de Pétrole de l’Atlantique en 1948. L'essor du pétrole offre de nombreuses opportunités d'emplois et de nombreux ouvriers débarquent de toute la France dans les années qui suivent.
Les Raffineries Françaises de Pétrole de l’Atlantique sont incluses dans la nouvelle société Antar-Pétroles de l’Atlantique créée en 1954.
Entre 1959 et 1962, Robert Lesbounit y a réalisé des fresques murales qui représentent la légende d’Antar. Ces fresques sont menacées de destruction. 
Ex-propriété de Elf Aquitaine, cette raffinerie est actuellement exploitée par la société TotalEnergies. 

## Présentation
Seule raffinerie implantée sur la côte atlantique, celle de Donges occupe 350 hectares répartis de part et d'autre de la ligne ferroviaire Nantes - Le Croisic, empruntée par près de 75 millions de voyageurs/km (en 2006) et enclavant même les emprises de la gare de Donges. Un projet de contournement de la raffinerie par le nord sur une nouvelle section de 4,5 km, rapprochant ainsi la ligne et la gare vers le bourg de Donges existe bien (des études préliminaires avaient été effectuées en 2009). Total, qui souhaite investir sur le site pour pérenniser son activité, semble disposé à participer au financement des travaux de contournement dont le coût est estimé entre 120 et 150 millions d'euros. Un accord dans ce sens est attendu avant la fin de l'année 2015. Les procédures administratives et de travaux en vue de l'obtention d'une déclaration d'utilité publique pourrait intervenir en 2017.
Sa capacité de traitement est de 11 millions de tonnes par an, soit 12 % du traitement national annuel de brut. Outre les carburants automobiles, elle produit du kérosène, du butane, du propane, des bitumes et des fiouls domestiques.
La raffinerie de Donges est certifiée ISO 9001, ISO 14001 et ISO 50001. Elle est dotée d’un laboratoire d’analyse accrédité COFRAC. Elle a le niveau 8 du système SIES de management de la sécurité.
Le site de Donges compte environ 650 salariés TotalEnergies ainsi que 400 intervenants d’entreprises extérieures en moyenne. Ses activités induisent près de 5 000 emplois et représentent 40 % du trafic du Grand Port Maritime Nantes-Saint-Nazaire.
Ses six appontements permettent d’accueillir des navires de 1 000 à 170 000 m3. Elle est reliée au pipeline Donges-Melun-Metz.

## Impact économique régional
La raffinerie de Donges est l’une des principales entreprises implantées dans la Communauté d'agglomération de la Région Nazairienne et de l'Estuaire (CARENE). Elle investit environ 60 millions d’euros par an (hors grands projets) et verse 10,5 millions d’euros de taxes et de redevances diverses.

## Accidents

### Accidents de Travail
- 25 septembre 2009 : lors d'une intervention, de l'acide fluorhydrique est projeté sur 3 employés. L'acide projeté occasionne des brûlures sur 2 des opérateurs, ceux-ci n'étant pas équipés de tenue adaptée contrairement au troisième, indemne. L'une des personnes atteintes est admise au service des grands brûlés à Nantes[9].
- 11 juillet 2013 : à la suite d'une fuite de gaz toxique, une personne est évacuée vers un centre de secours. Le trafic SNCF est arrêté durant l'intervention[10],[11]
- 17 avril 2014 : décès d'un salarié d'un sous traitant sur le site de la raffinerie[12].

### Accidents technologiques
- 26 août 1972 : l'explosion du pétrolier Princess Irene à l'appontement 6 cause la mort de 6 personnes (3 employés de la raffinerie et 3 marins)[13]. Un mémorial a été érigé à proximité de l'appontement 6 en souvenir de la catastrophe.
- 15 novembre 1988 : une rupture sur une canalisation fait se déverser 40 t de pétrole brut en Loire[14].
- 29 septembre 1999 : deux fuites d'hydrocarbures engendrent une pollution des sols (1 000 m³ de terres souillées) ainsi que des berges d'un canal[15].
- 2 juillet 2001 : une fuite déclenche un incendie dans l'unité de viscoréduction. Endommagée, cette unité sera arrêtée plusieurs semaines[16].
- 21 juillet 2003 : 350 m³ d'eaux polluées aux hydrocarbures sont déversées dans un étier[17].
- 16 mars 2008 : une fuite de 478 t de fioul lourd vers l'estuaire de la Loire se produit[18]. 90 km de berge sont souillées[19]. L'estuaire est pollué de Saint-Nazaire à Cordemais, avec une concentration élevée sur Paimbœuf[20].
- 3 août 2010 : un four de circulation d'huile chaude explose[21].
- 26 octobre 2011 : une émission de sulfure d'hydrogène non détectée par les capteurs impacte les riverains et intoxique 3 employés[22].
- 19 avril 2013 : des rejets malodorants à la torche sont ressentis jusqu'en Vendée[23].
- 11 juillet 2013 : de la corrosion engendre une fuite de butane et d'acide fluorhydrique pendant 4 h. La trafic ferroviaire est interrompu[24].
- 17 mai 2015 : une fuite de gaz déclenche des signalements à Saint-Étienne-de-Montluc ainsi qu'à Nantes située à 50 km du site[25].
- 10 octobre 2015 : à la suite d'une mauvaise injection de produit, un bac monte en température. Celui-ci va se déformer, des soudures vont se rompre[26] .
- 21 avril 2018 : une soupape dysfonctionne pendant plusieurs heures et laisse s'échapper des gaz. Cette fuite est ressentie jusqu'à Lorient, à plus de 100 km du site[27],[28].
- 7 octobre 2018 : des flammes de plusieurs dizaines de mètres et un énorme panache de fumée s'échappent du site[29].
- 24 novembre 2018 : une fuite est détectée sur une cuve de 20 m³ d'acide sulfurique. L'acide est alors transvasé dans une citerne routière. Au bout de 2 jours, la citerne routière se met à fuir et un phénomène d'échauffement (85°C) est détecté[30]. Le trafic SNCF à proximité est arrêté[31].
- 26 avril 2019 : en raison de la corrosion sur une canalisation, une fuite engendre une pollution des sols. 700 t de terres polluées seront évacuées[32].
- 25 décembre 2019 : 250 m³ de pétrole brut fuient d'un réservoir. Le sol se retrouve pollué. La fuite est initialement due à une accumulation de déchets sur le toit flottant du réservoir qui a déclenché un problème d'évacuation des eaux de pluies[33].
- 2 janvier 2021 : 100 à 300 m³ de pétrole s'échappent d'une canalisation. La nappe phréatique est touchée, la pollution s'étend sur 10 000 m²[34],[35].
- 26 mai 2022 : un incendie se déclare dans un four d'une des unités[36].
- 21 décembre 2022 : 770 000 litres de naphta s'échappent d'un bac percé. Un rapport démontre que le seuil d'exposition aigu au benzène a été dépassé pendant 4 jours. TotalEnergies le gardera 20 mois sans le communiquer[37].
- 2 octobre 2023 : une fuite de gazole se produit sur le site[38].
- 7 décembre 2023 : une fuite se produit sur une ligne d'une unité de traitement des eaux chargées en ammoniac et sulfure d'hydrogène[39],[40].
- 10 septembre 2024 : une fuite d'hydrogène enflammée se produit[41].
- 23 novembre 2024 : une fuite de pétrole brut a entraîné l'irisation de 500 m2 d'eau dans la Loire[42].

### Corrosion et fuites
Le 20 février 2024, la raffinerie est entièrement mise à l'arrêt à cause d'une infrastructure jugée vétuste avec un problème de corrosion, des fuites, un bouchage sur un four et 32 000 kilomètres de tuyauterie à refaire. Une mise en demeure est adressée à TotalEnergies mais le groupe indique que cet « arrêt technique » vient de sa propre décision.

## Actions liées à l'impact environnemental des activités de la raffinerie
Les émissions atmosphériques du site sont surveillées par un organisme indépendant, Air Pays de la Loire, à partir de six capteurs répartis autour de la raffinerie et à Paimbœuf, sur la rive sud de l’estuaire de la Loire. Les émissions de SO2 de la raffinerie sont en constante diminution (40 % entre 2004 et 2010) et très inférieures aux seuils réglementaires, ce que l'entreprise attribue aux investissements menés sur le site dans ce domaine. Certains affirment que ces résultats sont faussés, les sondes étant installées dans le sens contraire des vents forts[réf. nécessaire].
En 2011, la DREAL doit mettre en place un PPRT (plan de prévention de risques technologiques) qui est censé protéger les riverains du site industriel. Le site est classé Seveso.

## Filmographie
- Bleu pétrole, documentaire réalisé par Nadège Trebal et sorti en 2012